# Boreray
Boreray (gael.: Boraraigh) – niezamieszkana wyspa w archipelagu St Kilda na północy Oceanu Atlantyckiego.

## Geografia
Boreray leży ok. 66 km na północny zachód od North Uist. Obejmuje ok. 86,5 ha (214 akrów), najwyższym wzniesieniem jest Mullach an Eilein (384 m n.p.m.). Mullach an Eilein sprawia, że Boreray jest najmniejszą szkocką wyspą o szczycie wyższym niż 1000 stóp (304 m). W pobliżu znajduje się także kolumna Stac an Armin oraz Stac Lee. Boreray jest położony prawie 10 kilometrów od największej wyspy archipelago – Hirty oraz około 41 mil od wyspy Benbecula w Hebrydach Zewnętrznych.
Boreray uformowane jest z brekcji gabro i dolerytów.

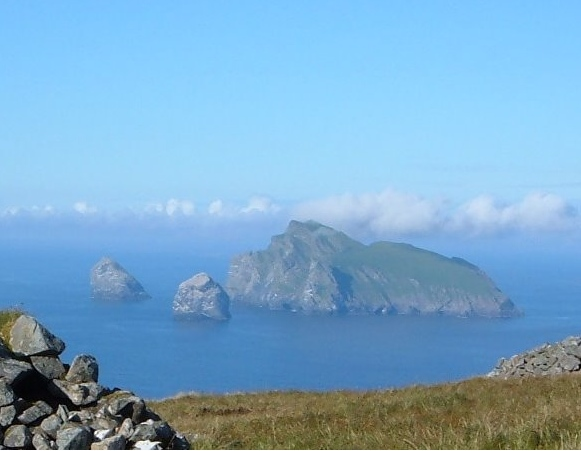
Boreray wraz z Stac an Armin (na lewo) i Stac Lee (na prawo)

## Dojście
Na wyspę trudno się dostać, ponieważ nie ma żadnego miejsca do zacumowania, czy lądowania. Od kiedy wyspę przejęło National Trust for Scotland potrzeba także specjalnej zgody strażnika znajdującego się na Hircie.

## Historia
Macauley (1764) donosi o istnieniu na wyspie pięciu druidzkich ołtarzy, wliczając duży, obecnie zniszczony, kamienny krąg.
St Kilda została wpisana na listę światowego dziedzictwa UNESCO w 1986 w uznaniu dla wyjątkowego piękna przyrody oraz środowiska naturalnego. W lipcu 2004 za wyjątkowe uznano otaczające ją środowisko morskie. W lipcu 2005 w uznaniu dla dziedzictwa kulturowego wysp rozszerzono zakres, czyniąc tym samym archipelag jednym z nielicznych miejsc na ziemi z podwójnym statusem dziedzictwa – przyrody i kultury.
Na wyspie znaleziono także pozostałości osady z epoki żelaza.  W tych czasach znajdowały się tam także pola uprawne oraz tarasy do uprawy roślin. Znaleziono także nietknięty kamienny budynek zakopany pod ziemią i trawą. Z tego powodu trwają tam poszukiwania dalszych dowodów i informacji na temat historii tej wyspy.

## Przyroda
Klify są siedliskiem wielu ptaków morskich. W 1959 r. zostało zliczonych 45 000 par głuptaków. Występują tam także głuptaki, morusy, nurzyki zwyczajne oraz fulmary zwyczajne. Znajduje się tu też ponad 130 różnych gatunków roślin. Na wyspie żyje także rzadka rasa owcy, zwanej również Boreray, a także owce rasy Soay.